# Fimbristylis camptotricha
Fimbristylis camptotricha là loài thực vật có hoa trong họ Cói. Loài này được C. Wright ex D'Arcy mô tả khoa học đầu tiên năm 1987.